# 第1狙撃兵連隊 (フランス軍)
第1狙撃兵連隊（だいいちそげきへいれんたい、1er régiment de tirailleurs：1er RT）は、ヴォージュ県エピナルに駐屯する、フランス陸軍の機械化歩兵連隊である。かつては第1機械化歩兵旅団の隷下にあったが、2015年7月21日をもって同旅団が解隊され、現在は第7機甲旅団の隷下となっている。
兵種は歩兵、伝統的区分は騎兵や猟兵である。
第7アルジェリア狙撃兵連隊を基幹として、アフリカ兵、ズアーヴ兵、外人部隊兵、スパッヒ（これは北アフリカ植民地の現地民騎兵のことである）などが合併改編され、「狙撃兵」の称号とかつての植民地部隊の伝統とが継承されることとなった。
なお、各中隊及び小隊には諸ズアーヴ兵の伝統が受け継がれている。

## 沿革
- 1994年：第170歩兵連隊と第7アルジェリア狙撃兵連隊及び諸スパッヒ隊が合併改編される。

## 最新の連隊の編成
- 連隊本部
- 本部管理中隊
- 第1中隊 - AMX-10P
- 第2中隊 - AMX-10P
- 第3中隊 - AMX-10P
- 第4中隊 - AMX-10P
- 対戦車中隊 - VAB
- 偵察・支援中隊（1個偵察小隊、1個対戦車小隊、1個重迫撃砲小隊含む）
- 管理支援中隊（武器・車両・通信の整備など）
- 予備訓練隊

### 定員
- 連隊の人員構成としては
  - 将校・士官 - 59名
  - 下士官 - 297名
  - 兵卒 - 814名
  - 技官・事務官等の軍属 - 34名

の、合計約1,200名からなる。
- AMX-10Pを69両を保有する。

## 主要装備
- GIAT BM92-G1
- FA-MAS
- FR-F2
- AAT-F1
- AA-52
- 12.7mm重機関銃
- RTF1 120mm迫撃砲
- 81mm迫撃砲
- ERYX
- ミラン
- HOT
- AMX-10P
- VAB
- VAL
- P4